# Raymond Tucker
 (avril 2017).
Si vous disposez d'ouvrages ou d'articles de référence ou si vous connaissez des sites web de qualité traitant du thème abordé ici, merci de compléter l'article en donnant les références utiles à sa vérifiabilité et en les liant à la section « Notes et références ».
Pour les articles homonymes, voir Tucker.
Raymond Tucker, né le 4 décembre 1896 à Saint-Louis et mort le 23 novembre 1970 dans la même ville, est un homme politique américain, membre du Parti démocrate. Il est maire de Saint-Louis de 1953 à 1965 et président de la Conférence des maires des États-Unis de 1963 à 1965.